# Extraliga (Tschechien, Schach) 2020/21
Die Extraliga 2020/21 soll die 29. Spielzeit der tschechischen Extraliga im Schach. Die Saison 2019/20 war aufgrund der COVID-19-Pandemie nach sechs von elf Runden ohne Absteiger abgebrochen worden, allerdings durften die Sieger der beiden Staffeln der 1. liga 2019/20 aufsteigen, so dass die Saison mit 14 Mannschaften ausgetragen wird. 

## Teilnehmende Mannschaften
Für die Extraliga hatten sich mit Výstaviště Lysá nad Labem, GASCO Pardubice, 1. Novoborský ŠK, ŠK Zikuda Turnov, BŠS Frýdek-Místek, ŠK Duras BVK, Siesta Solution Unichess, ŠK Slavoj Poruba, Moravská Slavia Brno und ŠK Labortech Ostrava die zehn Erstplatzierten der Saison 2018/19 qualifiziert. Außerdem waren aus der 1. liga západ (West) in der Saison 2018/19 ŠK Dopravní podnik Praha und in der Saison 2019/20 INGEM - ŠK Líně aufgestiegen, aus der 1. liga východ (Ost) in der Saison 2018/19 Slavia Kroměříž und in der Saison 2019/20 die zweite Mannschaft von BŠS Frýdek-Místek.
Zu den gemeldeten Mannschaftskadern der teilnehmenden Vereine siehe Mannschaftskader der Extraliga (Tschechien, Schach) 2020/21.

## Modus
Die 14 Mannschaften spielen ein einfaches Rundenturnier, über die Platzierungen entscheiden zunächst die Mannschaftspunkte (3 Punkte für einen Sieg, 1 Punkt für ein Unentschieden, 0 Punkte für eine Niederlage), anschließend die Brettpunkte (1 Punkt für einen Sieg, 0,5 Punkte für ein Remis, 0 Punkte für eine Niederlage).

## Spieltermine
Die Wettkämpfe finden statt am 17. und 18. Oktober, 7., 8., 21. und 22. November 2020, 9., 10., 23. und 24. Januar, 20. und 21. Februar sowie vom 26. bis 28. März 2021. Außer in der letzten Runde, in der alle Mannschaften zum Einsatz kommen, sind jeweils zwei Mannschaften pro Runde spielfrei.

## Tabelle
| Pl. | Verein                                 | Sp | G | U | V | MP | Brett-P. |
| --- | -------------------------------------- | -- | - | - | - | -- | -------- |
| 01. | 1. Novoborský ŠK                       | 0  | 0 | 0 | 0 | 0  | 0,0:0,0  |
| 02. | GASCO Pardubice                        | 0  | 0 | 0 | 0 | 0  | 0,0:0,0  |
| 03. | Siesta Solution Unichess               | 0  | 0 | 0 | 0 | 0  | 0,0:0,0  |
| 04. | Výstaviště Lysá nad Labem (M)          | 0  | 0 | 0 | 0 | 0  | 0,0:0,0  |
| 05. | ŠK Zikuda Turnov                       | 0  | 0 | 0 | 0 | 0  | 0,0:0,0  |
| 06. | Moravská Slavia Brno                   | 0  | 0 | 0 | 0 | 0  | 0,0:0,0  |
| 07. | ŠK Dopravní podnik Praha (N19)         | 0  | 0 | 0 | 0 | 0  | 0,0:0,0  |
| 08. | ŠK Slavoj Poruba                       | 0  | 0 | 0 | 0 | 0  | 0,0:0,0  |
| 09. | Slavia Kroměříž (N19)                  | 0  | 0 | 0 | 0 | 0  | 0,0:0,0  |
| 10. | ŠK Duras BVK                           | 0  | 0 | 0 | 0 | 0  | 0,0:0,0  |
| 11. | BŠŠ Frýdek-Místek I. Mannschaft        | 0  | 0 | 0 | 0 | 0  | 0,0:0,0  |
| 12. | ŠK Labortech Ostrava                   | 0  | 0 | 0 | 0 | 0  | 0,0:0,0  |
| 13. | BŠŠ Frýdek-Místek II. Mannschaft (N20) | 0  | 0 | 0 | 0 | 0  | 0,0:0,0  |
| 14. | INGEM - ŠK Líně (N20)                  | 0  | 0 | 0 | 0 | 0  | 0,0:0,0  |

## Entscheidungen
| (M)   | Meister der letzten Saison    |
| (N19) | Aufsteiger der Saison 2018/19 |
| (N20) | Aufsteiger der Saison 2019/20 |

## Kreuztabelle
| Ergebnisse | Ergebnisse                       | 01. | 02. | 03. | 04. | 05. | 06. | 07. | 08. | 09. | 10. | 11. | 12. | 13. | 14. |
| ---------- | -------------------------------- | --- | --- | --- | --- | --- | --- | --- | --- | --- | --- | --- | --- | --- | --- |
| 01.        | 1. Novoborský ŠK                 |     |     |     |     |     |     |     |     |     |     |     |     |     |     |
| 02.        | GASCO Pardubice                  |     |     |     |     |     |     |     |     |     |     |     |     |     |     |
| 03.        | Siesta Solution Unichess         |     |     |     |     |     |     |     |     |     |     |     |     |     |     |
| 04.        | Výstaviště Lysá nad Labem        |     |     |     |     |     |     |     |     |     |     |     |     |     |     |
| 05.        | ŠK Zikuda Turnov                 |     |     |     |     |     |     |     |     |     |     |     |     |     |     |
| 06.        | Moravská Slavia Brno             |     |     |     |     |     |     |     |     |     |     |     |     |     |     |
| 07.        | ŠK Dopravní podnik Praha         |     |     |     |     |     |     |     |     |     |     |     |     |     |     |
| 08.        | ŠK Slavoj Poruba                 |     |     |     |     |     |     |     |     |     |     |     |     |     |     |
| 09.        | Slavia Kroměříž                  |     |     |     |     |     |     |     |     |     |     |     |     |     |     |
| 10.        | ŠK Duras BVK                     |     |     |     |     |     |     |     |     |     |     |     |     |     |     |
| 11.        | BŠŠ Frýdek-Místek I. Mannschaft  |     |     |     |     |     |     |     |     |     |     |     |     |     |     |
| 12.        | ŠK Labortech Ostrava             |     |     |     |     |     |     |     |     |     |     |     |     |     |     |
| 13.        | BŠŠ Frýdek-Místek II. Mannschaft |     |     |     |     |     |     |     |     |     |     |     |     |     |     |
| 14.        | INGEM - ŠK Líně                  |     |     |     |     |     |     |     |     |     |     |     |     |     |     |